# Nationale Straßen-Radsportmeister 2023
Die Nationalen Straßen-Radsportmeisterschaften 2023 werden über das ganze Jahr ausgetragen.
| Nation                         | Trikot                          | Straßenrennen – Männer        | Einzelzeitfahren – Männer    | Straßenrennen – Frauen      | Einzelzeitfahren – Frauen          |
| ------------------------------ | ------------------------------- | ----------------------------- | ---------------------------- | --------------------------- | ---------------------------------- |
| Ägypten                        | Ägyptisches Meistertrikot       |                               |                              | Ebtisam Zayed               | Ebtisam Zayed                      |
| Albanien                       |                                 | Lukas Sulaj Kloppenborg       | Ylber Sefa                   |                             |                                    |
| Algerien                       |                                 | Abdelraouf Bengayou           | Youcef Reguigui              | Yasmine Elmeddah            | Khadidja Araoui                    |
| Antigua und Barbuda            |                                 | Jyme Bridges                  | Robert Marsh                 |                             |                                    |
| Aserbaidschan                  |                                 | Ali Gurbianow                 | Samir Jabrajilow             |                             | Wiktoria Sidorenko                 |
| Australien                     |                                 | Lucas Plapp                   | Jay Vine                     | Brodie Chapman              | Grace Brown                        |
| Äthiopien                      |                                 | Bizuayehu Tesffu              | Tsgabu Grmay                 | Thrhas Teklehaimanot Tesfay | Thrhas Teklehaimanot Tesfay        |
| Barbados                       |                                 | Edwin Sutherland              | Joshua Kelly                 | Amber Joseph                | Amber Joseph                       |
| Belarus                        |                                 | Jauheni Sobal                 | Jauhenij Karaljok            | Hanna Zerach                | Hanna Zerach                       |
| Belgien                        |                                 | Remco Evenepoel               | Wout van Aert                | Lotte Kopecky               | Lotte Kopecky                      |
| Belize                         |                                 | Cory Williams                 | Oscar Quiroz                 | Kaya Cattouse               | Patricia Chavarria                 |
| Benin                          |                                 | Emmanuel Sagbo                | Rémi Sowou                   | Hermionne Ahouissou         | Hermionne Ahouissou                |
| Bermuda                        |                                 | Kaden Hopkins                 | Kaden Hopkins                | Caitlin Conyers             | Caitlin Conyers                    |
| Bolivien                       |                                 | Freddy González               | Eduardo Moyata               | Elizabeth Vasquez           | Micaela Sarabia                    |
| Bosnien und Herzegowina        |                                 | Husein Selimović              | Vedad Karić                  | Martina Čondra              | Martina Čondra                     |
| Brasilien                      | Brasilianisches Meistertrikot   | Caio Godoy                    | Diego Mendes                 | Ana Vitória Magalhães       | Ana Paula Polegatch                |
| Britische Jungferninseln       |                                 | Philippe Leroy                | Philippe Leroy               | Olympia Maduro Fahie        | Olympia Maduro Fahie               |
| Bulgarien                      |                                 | Yordan Andrejew               | Martin Papanov               | Wiktoria Danowa             | Iveta Kostadinova                  |
| Burkina Faso                   |                                 | Paul Daumont                  |                              | Lamoussa Zoungrana          |                                    |
| Chile                          |                                 | Manuel Lira                   | José Luis Rodríguez Aguilar  | Karla Vallejos              | Aranza Valentina Villalón          |
| Costa Rica                     |                                 | Jason Huertas                 | Donovan Ramírez              | Dixiana Quesada             | Milagro Mena                       |
| Dänemark                       |                                 | Mattias Skjelmose             | Kasper Asgreen               | Rebecca Koerner             | Emma Norsgaard                     |
| Deutschland                    |                                 | Emanuel Buchmann              | Nils Politt                  | Liane Lippert               | Mieke Kröger                       |
| Dominikanische Republik        |                                 | Pablo Alcides Reyes Reyes     | Erlin Antonio Garcia Sanchez | Gabriella Tejada            | Monica Rodriguez Cordoba           |
| Ecuador                        |                                 | Richard Carapaz               | Jonathan Caicedo             | Ana Vivar                   | Miryam Maritza Nuñez               |
| El Salvador                    | Salvadorianisches Meistertrikot | Dagoberto Joya                | Gregory Guardado             | Sauking Shi                 | Massiel Martínez                   |
| Eritrea                        |                                 | Awet Aman                     | Amanuel Ghebreigzabhier      | Ksanet Ghebremeskel         |                                    |
| Estland                        |                                 | Karl Patrick Lauk             | Rein Taaramäe                | Laura Lizette Sander        | Laura Lizette Sander               |
| Eswatini                       |                                 | Kwanele Jele                  |                              | Nontsikelelo Mdlovu         |                                    |
| Finnland                       |                                 | Antti-Jussi Juntunen          | Vladyslav Makogon            | Anniina Ahtosalo            | Anniina Ahtosalo                   |
| Frankreich                     |                                 | Valentin Madouas              | Rémi Cavagna                 | Victoire Berteau            | Cédrine Kerbaol                    |
| Georgien                       |                                 | Giorgi Suvadoglu              | Avtandil Piranishvili        |                             |                                    |
| Grenada                        | Grenadinisches Meistertrikot    | Red Walters                   | Red Walters                  |                             |                                    |
| Griechenland                   |                                 | Georgios Bouglas              | Miltiadis Giannoutsos        | Argyro Milaki               | Argyro Milaki                      |
| Großbritannien                 |                                 | Fred Wright                   | Joshua Tarling               | Pfeiffer Georgi             | Elizabeth Holden                   |
| Guatemala                      |                                 | Adolfo Vasquez                | Manuel Rodas                 | Jasmin Gabriela Soto        | Jasmin Gabriela Soto               |
| Honduras                       |                                 | Christopher Jahir Diaz        | Cesar Castillo               | Linda Daniela Menendez      | Ninoska Gissel Andino              |
| Hongkong                       |                                 | Ng Pak-hang                   | Vincent Lau Wan-yau          | Lee Sze-wing                | Leung Wing-yee                     |
| Indien                         |                                 | Pratik Patil                  | Naveen John                  | Swasti Singh                | Kavita Siyagh                      |
| Indonesien                     |                                 | Terry Kusuma                  | Aiman Cahyadi                | Agustina Delia Priatna      | Liontin Evangelina Setiawan        |
| Iran                           |                                 | Saeid Safarzadeh              | Behnam Ariyan                | Somayeh Yazdani             | Mandana Dehghan                    |
| Irland                         |                                 | Ben Healy                     | Ryan Mullen                  | Lara Gillespie              | Kelly Murphy                       |
| Island                         |                                 | Ingvar Ómarsson               | Davíð Jónsson                | Hafdís Sigurðardóttir       | Hafdís Sigurðardóttir              |
| Israel                         |                                 | Itamar Einhorn                | Oded Kogut                   | Antonina Reznikov           | Rotem Gafinovitz                   |
| Italien                        |                                 | Simone Velasco                | Filippo Ganna                | Elisa Longo Borghini        | Elisa Longo Borghini               |
| Jamaika                        |                                 | Jerome Forrest                | Barrington Bailey            | Llori Sharpe                | Llori Sharpe                       |
| Japan                          |                                 | Masaki Yamamoto               | Yui Ishida                   | Eri Yonamine                | Yuma Koishi                        |
| Kamerun                        | Kamerunisches Meistertrikot     | Artuce Tella                  |                              |                             |                                    |
| Kanada                         |                                 | Nickolas Zukowsky             | Derek Gee                    | Alison Jackson              | Paula Findlay                      |
| Kasachstan                     |                                 | Alexei Luzenko                | Alexei Luzenko               | Machabbat Ümitschanowa      | Machabbat Ümitschanowa             |
| Kolumbien                      |                                 | Esteban Chaves                | Miguel Ángel López           | Diana Peñuela               | Lina Hernández                     |
| Kosovo                         |                                 | Blerton Nuha                  | Samir Hasani                 | Sibora Kadriu               | Sibora Kadriu                      |
| Kroatien                       |                                 | Viktor Potočki                | Fran Miholjević              | Majda Horvat                | Mia Radotić                        |
| Kuba                           |                                 | Ricardo Delgado               | Leandro Marcos               | Arlenis Sierra              | Arlenis Sierra                     |
| Laos                           |                                 | Ariya Phounsavath             | Ariya Phounsavath            |                             |                                    |
| Lesotho                        |                                 | Kabelo Makatile               |                              | Tsepiso Lerata              |                                    |
| Lettland                       |                                 | Emīls Liepiņš                 | Toms Skujiņš                 | Anastasia Carbonari         | Dana Rožlapa                       |
| Libanon                        |                                 | Jihad Alahmad                 | Karim Chehade                |                             |                                    |
| Litauen                        |                                 | Rokas Adomaitis               | Aivaras Mikutis              | Olivija Baleišytė           | Olivija Baleišytė                  |
| Luxemburg                      |                                 | Alex Kirsch                   | Alex Kirsch                  | Christine Majerus           | Christine Majerus                  |
| Malaysia                       |                                 | Nur Aiman Zariff              | Nur Aiman Rosli              | Nur Aisyah Mohamad Zubir    | Siti Nur Adibah Akma Mohammed Fuad |
| Marokko                        |                                 | Achraf Ed Doghmy              | Adil El Arbaoui              | Chaimae Ez-zakraoui         | Chaimae Ez-zakraoui                |
| Mauritius                      |                                 | Christopher Rougier-Lagane    | Christopher Rougier-Lagane   | Aurélie Halbwachs           | Aurélie Halbwachs                  |
| Mexiko                         |                                 | Edgar Cadena                  | Ignacio de Jesús Prado       | Ana Belén Garza             | Andrea Ramirez                     |
| Moldau                         |                                 | Laurențiu Buianu              | Ghennadii Morgun             |                             |                                    |
| Mongolei                       |                                 | Sainbajaryn Dschambaldschamts | Maral-Erdene Batmunkh        | Anujin Jinjiibadam          | Tserenlkham Solongo                |
| Montenegro                     |                                 | Aleksandar Radunović          | Goran Cerović                |                             |                                    |
| Namibia                        |                                 | Tristan de Lange              | Drikus Coetzee               | Vera Looser                 | Melissa Hinz                       |
| Neuseeland                     |                                 | James Oram                    | Aaron Gate                   | Ally Wollaston              | Georgia Williams                   |
| Nicaragua                      |                                 | Argenis Vanegas               | Argenis Vanegas              | Maria Gomez                 | Maria Gomez                        |
| Niederlande                    |                                 | Dylan van Baarle              | Jos van Emden                | Demi Vollering              | Riejanne Markus                    |
| Nigeria                        |                                 | Kurotimi Abaka                |                              | Ese Lovina Ukpeseraye       |                                    |
| Nordmazedonien                 |                                 | Aleksandar Miloshevski        | Darko Simonovski             | Elena Petrova               | Elena Petrova                      |
| Norwegen                       |                                 | Fredrik Dversnes              | Søren Wærenskjold            | Susanne Andersen            | Mie Bjørndal Ottestad              |
| Österreich                     |                                 | Gregor Mühlberger             | Patrick Gamper               | Carina Schrempf             | Anna Kiesenhofer                   |
| Pakistan                       | Pakistanisches Meistertrikot    | Mohsin Khan                   | Shah Wali                    | Nida Bibi                   | Rabia Garib                        |
| Panama                         |                                 | Randish Abdul Lorenzo         | Bolivar Espinoza             | Wendy Ducreux               | Annibel Emilia Prieto              |
| Paraguay                       |                                 | Francisco Riveros             | Francisco Riveros            | Agua Marina Espínola        | Agua Marina Espínola               |
| Philippinen                    |                                 | Jonel Carcueva                | Rustom Lim                   | Jermyn Prado                | Jermyn Prado                       |
| Polen                          |                                 | Alan Banaszek                 | Michał Kwiatkowski           | Monika Brzeźna              | Agnieszka Skalniak-Sójka           |
| Puerto Rico                    |                                 | Christopher Morales           | Christopher Morales          | Donelys Cariño              | Erialis Otero                      |
| Portugal                       |                                 | Ivo Oliveira                  | João Almeida                 | Cristiana Valente           | Ana Caramelo                       |
| Ruanda                         |                                 | Patrick Byukusenge            | Moïse Mugisha                | Diane Ingabire              | Diane Ingabire                     |
| Rumänien                       |                                 | Serghei Țvetcov               | Eduard-Michael Grosu         | Georgeta Ungureanu          | Manuela Mureșan                    |
| Russland                       |                                 | Andrei Stepanow               | Petr Rikunov                 | Tamara Dronowa              | Tamara Dronowa                     |
| St. Vincent und die Grenadinen | Meistertrikot von St. Vincent   | Zefal Bailey                  | Cammie Adams                 |                             |                                    |
| Schweden                       |                                 | Lucas Eriksson                | Jacob Ahlsson                | Emilia Fahlin               | Jenny Rissveds                     |
| Schweiz                        |                                 | Marc Hirschi                  | Stefan Bissegger             | Marlen Reusser              | Marlen Reusser                     |
| Senegal                        |                                 | Saliou Ndour                  |                              |                             |                                    |
| Serbien                        |                                 | Dušan Rajović                 | Ognjen Ilić                  | Jelena Erić                 | Jelena Erić                        |
| Simbabwe                       |                                 | Rodrick Shumba                | Mthokozisi Sibanda           | Skye Davidson               | Skye Davidson                      |
| Singapur                       |                                 | Yong Liang Mun                | Yong Liang Mun               | Elizabeth Le Min Liau       | Shirong Woo                        |
| Slowakei                       |                                 | Matúš Štoček                  | Matúš Štoček                 | Nora Jenčušová              | Nora Jenčušová                     |
| Slowenien                      |                                 | Tadej Pogačar                 | Tadej Pogačar                | Urška Pintar                | Urška Žigart                       |
| Spanien                        |                                 | Oier Lazkano                  | Jonathan Castroviejo         | Mavi García                 | Mireia Benito                      |
| Südafrika                      |                                 | Travis Stedman                | Stefan de Bod                | Frances Janse van Rensburg  | Zanri Rossouw                      |
| Südkorea                       |                                 | Bak Keon-woo                  | Jang Kyung-gu                | Lee Eun-Hee                 | Lee Ju-mi                          |
| Chinesisch Taipeh              |                                 | Hsiao Shih Hsin               | Sergio Tu                    | Tsai Ya Yu                  | Zeng Ke Xin                        |
| Thailand                       |                                 | Noppachai Klahan              | Peerapol Chawchiangkwang     | Chaniporn Batriya           | Chaniporn Batriya                  |
| Trinidad und Tobago            |                                 | Maurice Burnette              | Akil Campbell                | Alexi Costa-Ramirez         | Alexi Costa-Ramirez                |
| Tschechien                     |                                 | Mathias Vacek                 | Jakub Otruba                 | Jarmila Machačová           | Eliška Kvasničková                 |
| Tunesien                       |                                 | Habouria Maher                | Mohamede Aziz Dellai         | Nesrine Ghedira             | Nesrine Ghedira                    |
| Türkei                         |                                 | Ahmet Örken                   | Burak Abay                   | Azize Bekar                 | Khadidja Araoui                    |
| Ukraine                        |                                 | Maksym Bilyi                  | Vitalii Novakowskyi          | Maryna Altukhova            | Walerija Kononenko                 |
| Ungarn                         |                                 | Attila Valter                 | Attila Valter                | Blanka Vas                  | Blanka Vas                         |
| Uruguay                        |                                 | Leonel Rodríguez              | Eric Fagúndez                | Ana Claudia Seijas          | Mariana García                     |
| Usbekistan                     |                                 | Dmitriy Bocharov              | Alexei Forowski              | Yanina Kuskova              | Olga Sabelinskaja                  |
| Venezuela                      |                                 | Orluis Aular                  | Orluis Aular                 | Lilibeth Chacón             | Lilibeth Chacón                    |
| Vereinigte Arabische Emirate   |                                 | Ahmed Al Mansoori             | Saif Mayoof Al Kaabi         | Safiya Al Sayegh            | Shaikha Rashed                     |
| Vereinigte Staaten             |                                 | Quinn Simmons                 | Brandon McNulty              | Chloé Dygert                | Chloé Dygert                       |
| Volksrepublik China            |                                 | Ma Binyan                     | Xue Ming                     | Zeng Luyao                  | Wang Tingting                      |
| Zypern                         |                                 | Aléxandros Matsángos          | Andréas Miltiádis            | Antri Christoforou          | Antri Christoforou                 |